# دائوکاتی
دائوکاتی (به لاتین: Daokati) یک روستا در بنگلادش است که در استان باریسال و در ناحیه باریسال واقع شده است.